# Table des caractères Unicode/U2F00
Cette page contient des caractères spéciaux ou non latins. S’ils s’affichent mal (▯, ?, etc.), consultez la page d’aide Unicode.
Table des caractères Unicode U+2F00 à U+2FDF.

## Sinogrammes – clés chinoises du Kangxi
Caractères comme clés de base dans la composition des caractères pour la transcription du dictionnaire idéographique Kangxi.

### Table des caractères
| en fr  | 0  | 1  | 2  | 3  | 4  | 5  | 6  | 7  | 8  | 9  | A  | B  | C  | D  | E  | F  |
| U+2F00 | ⼀ | ⼁ | ⼂ | ⼃ | ⼄ | ⼅ | ⼆ | ⼇ | ⼈ | ⼉ | ⼊ | ⼋ | ⼌ | ⼍ | ⼎ | ⼏ |
| U+2F10 | ⼐ | ⼑ | ⼒ | ⼓ | ⼔ | ⼕ | ⼖ | ⼗ | ⼘ | ⼙ | ⼚ | ⼛ | ⼜ | ⼝ | ⼞ | ⼟ |
| U+2F20 | ⼠ | ⼡ | ⼢ | ⼣ | ⼤ | ⼥ | ⼦ | ⼧ | ⼨ | ⼩ | ⼪ | ⼫ | ⼬ | ⼭ | ⼮ | ⼯ |
| U+2F30 | ⼰ | ⼱ | ⼲ | ⼳ | ⼴ | ⼵ | ⼶ | ⼷ | ⼸ | ⼹ | ⼺ | ⼻ | ⼼ | ⼽ | ⼾ | ⼿ |
| U+2F40 | ⽀ | ⽁ | ⽂ | ⽃ | ⽄ | ⽅ | ⽆ | ⽇ | ⽈ | ⽉ | ⽊ | ⽋ | ⽌ | ⽍ | ⽎ | ⽏ |
| U+2F50 | ⽐ | ⽑ | ⽒ | ⽓ | ⽔ | ⽕ | ⽖ | ⽗ | ⽘ | ⽙ | ⽚ | ⽛ | ⽜ | ⽝ | ⽞ | ⽟ |
| U+2F60 | ⽠ | ⽡ | ⽢ | ⽣ | ⽤ | ⽥ | ⽦ | ⽧ | ⽨ | ⽩ | ⽪ | ⽫ | ⽬ | ⽭ | ⽮ | ⽯ |
| U+2F70 | ⽰ | ⽱ | ⽲ | ⽳ | ⽴ | ⽵ | ⽶ | ⽷ | ⽸ | ⽹ | ⽺ | ⽻ | ⽼ | ⽽ | ⽾ | ⽿ |
| U+2F80 | ⾀ | ⾁ | ⾂ | ⾃ | ⾄ | ⾅ | ⾆ | ⾇ | ⾈ | ⾉ | ⾊ | ⾋ | ⾌ | ⾍ | ⾎ | ⾏ |
| U+2F90 | ⾐ | ⾑ | ⾒ | ⾓ | ⾔ | ⾕ | ⾖ | ⾗ | ⾘ | ⾙ | ⾚ | ⾛ | ⾜ | ⾝ | ⾞ | ⾟ |
| U+2FA0 | ⾠ | ⾡ | ⾢ | ⾣ | ⾤ | ⾥ | ⾦ | ⾧ | ⾨ | ⾩ | ⾪ | ⾫ | ⾬ | ⾭ | ⾮ | ⾯ |
| U+2FB0 | ⾰ | ⾱ | ⾲ | ⾳ | ⾴ | ⾵ | ⾶ | ⾷ | ⾸ | ⾹ | ⾺ | ⾻ | ⾼ | ⾽ | ⾾ | ⾿ |
| U+2FC0 | ⿀ | ⿁ | ⿂ | ⿃ | ⿄ | ⿅ | ⿆ | ⿇ | ⿈ | ⿉ | ⿊ | ⿋ | ⿌ | ⿍ | ⿎ | ⿏ |
| ------ | -- | -- | -- | -- | -- | -- | -- | -- | -- | -- | -- | -- | -- | -- | -- | -- |
| U+2FD0 | ⿐ | ⿑ | ⿒ | ⿓ | ⿔ | ⿕ |    |    |    |    |    |    |    |    |    |    |